# Melitaea virgilia
Melitaea virgilia är en fjärilsart som beskrevs av Hans Fruhstorfer 1917. Melitaea virgilia ingår i släktet Melitaea och familjen praktfjärilar. Inga underarter finns listade i Catalogue of Life.